# Gregorio Álvarez (historiador)
Gregorio Álvarez (Ranquilón, Ñorquín, Neuquén, 28 de noviembre de 1889-Neuquén, 11 de octubre de 1986) fue un historiador, médico y escritor argentino.

## Biografía
Nació el 28 de noviembre de 1889 en el paraje La Y, lugar en el que dos pequeños saltos de agua dibujan en la piedra la figura de esa letra, ubicado en Ranquilón, Departamento Ñorquín, en el Territorio Nacional de Neuquén. Era hijo de madre aborigen, Eloisa Sandoval, y de padre mendocino, Gumersindo Álvarez, quienes como otros se instalaron en Chos Malal tras las huellas de la Campaña al Desierto.
Realizó sus estudios primarios en Chos Malal. En 1904 fue becado por el gobierno nacional y se trasladó a Buenos Aires; allí finalizó su escuela primaria y luego ingresó a la Escuela Normal de Profesores Mariano Acosta, donde se recibió de maestro normal, para ser el primer maestro neuquino y patagónico. Su vocación científica y su amor por la niñez lo llevaron a seguir la carrera de Medicina y solventó sus estudios trabajando como maestro, con todo el esfuerzo que ello significaba. Conociendo los docentes sus dificultades económicas y sabiendo que era un alumno sobresaliente, sus profesores y el decano de la Facultad de Medicina de la Universidad de Buenos Aires le tramitaron una beca, que le posibilitó finalizar sus estudios. Fue un alumno destacado por su aplicación y dedicación. Su tenacidad lo llevó a diplomarse el 8 de noviembre de 1919 y logró ser el primer médico nativo de Neuquén y de la Patagonia.
Su labor como profesional lo convirtió en un prestigioso médico especialista en piel y en niños; su destacada labor y sus investigaciones trascendieron las fronteras del país; participó de congresos internacionales y cursos de perfeccionamiento en grandes centros de investigación, tales como el Hospital Saint-Louis de París, en Zúrich y en centros médicos de los Estados Unidos, Cuba, Alemania, Inglaterra, Italia y España.
En su trayectoria por el extranjero recibió medallas, órdenes de mérito, como en Harvard, por el nivel académico de sus trabajos e investigaciones científicas. Dentro del país participó activamente en la organización de múltiples entidades afines a su profesión; entre otras, fue miembro fundador de la Sociedad Argentina de Dermatología, de la Sociedad Argentina de Hidrología y Climatología; perteneció además al Tribunal de Honor del Hospital de Niños de la ciudad de Buenos Aires, del cual fue también médico, consultor y consejero hasta su jubilación.

## Estudio
Se volcó siempre a la investigación pensando en sanar las dolencias de sus pacientes, era común escucharle siempre los agradecimientos a tanta gente que concurría para consultarle.
En 1950 fundó la Casa Neuquina, con sede en la Capital Federal, integrada por neuquinos residentes en esa ciudad, con la finalidad de difundir diferentes aspectos referidos a la historia, geografía, arqueología, geología, etc. del territorio neuquino.
Durante esa década, todos los veranos viajó al norte neuquino, hasta el pie del volcán Domuyo, donde recogía año tras año las famosas algas que generosamente aplicaba en diferentes dolencias a sus innumerables pacientes, procedentes de todas partes del país, dando un hermoso ejemplo de energía y amor a la ciencia y a la humanidad con su incansable vitalidad. Son innumerables las conclusiones que sacó con respecto al uso de este tipo de vegetales.

## Medicina aborigen
Cuando decidió nuevamente asentarse en Neuquén en 1964, instaló su consultorio en Córdoba y Alderete para dedicarse a la dermatología.
Las pacientes investigaciones del científico neuquino rescataron la sabiduría del conocimiento esencial, como las vinculadas a la medicina aborigen. De la observación de sus prácticas a menudo surgieron puntos de partida de importantes descubrimientos. Estas experiencias sobre aspectos de la medicina aborigen se transcriben en su libro El Tronco de Oro, en el cual relata  sobre las “meicas” (curanderas) y sus prácticas. Paralelamente al quehacer científico, desarrolló su labor como estudioso de las más variadas disciplinas sobre su provincia natal, y en forma incansable se brindó a la tarea de hacer conocer el Neuquén en todos sus aspectos.
El doctor Álvarez, junto con otros profesionales de la primera hora, integró el grupo académico que fundó la Universidad Provincial del Neuquén (hoy Universidad Nacional del Comahue), institución que inició su actividad académica en 1965. Se desempeñó como profesor de Historia y Geografía, fue titular de la cátedra Historia Regional y llegó a ser nombrado Profesor Emérito de la UNCo.

## Residencia y consultorio
En su casa, el solar de sus últimos años, que fue sede de su consultorio médico, ubicada en la esquina de Córdoba y Alderete, tal como él lo solicitara en su testamento funcionó la sede de la Junta de Estudios Históricos de Neuquén, institución que presidió de durante varios años y de la que llegó a ser presidente honorario hasta su fallecimiento. Hoy ese solar, último refugio de su pensamiento, que lo cobijó hasta su partida , es restaurado por el gobierno provincial. Allí funcionará el Museo Gregorio Álvarez, un espacio cultural y de investigación.
De esta forma se verá cumplido su deseo, según versa su testamento y como se lo trasmitiera al escribano que así lo asentó: “…presiente que allí regresará en forma de recuerdo a alentar a las nuevas generaciones neuquinas…”.

## Otros estudios en el Neuquén
Multifacética figura, no sólo se dedicó a su actividad en el campo de la medicina, ya que también se destaca su producción literaria, que abarcó diferentes aspectos sobre Neuquén en las más variadas disciplinas: historia, geografía, antropología, toponimia, leyendas, folclore, poesías, etc.
Cada uno de sus libros fue fruto de sus estudios, que fundamentalmente fueron enmarcados por el gran amor a su tierra natal. Dejó como legado una completa colección de textos que siguen siendo materia de estudio. Dotado de un espíritu muy emprendedor e inquisidor, investiga las fuentes termales de Copahue en 1950. También investiga los eczemas infantiles, lo que le vale la medalla de oro de los Laboratorios Jammes de París en 1954.
Exploró la provincia de Neuquén a caballo, y difundió la cultura neuquina.
En homenaje a su memoria, recientemente se denominó un dinosaurio con el nombre de Alvarezsaurus.